# Studio Magazine
Ne doit pas être confondu avec The Studio (magazine).
Studio Magazine, plus couramment appelé Studio, est un magazine de cinéma français créé en 1987 et disparu fin 2018.

## Historique
Initialement créé par une partie de l'ancienne équipe rédactionnelle de Première emmenée par Marc Esposito et Jean-Pierre Lavoignat en rupture avec leur éditeur Hachette-Filipacchi, le titre est d'abord racheté par le groupe Emap en 1999, en partenariat avec Canal+ et UGC, puis revendu en 2004 au groupe de presse belge Roularta Media Group.
En décembre 2006, Roularta rachète à son tour Ciné Live. À cette occasion, il indique que : « ce rachat permettra ainsi au groupe Roularta de doubler sa présence sur le marché du cinéma ; Ciné Live (OJD diffusion payée : 109 127 ex) a un positionnement très marqué auprès des 15–25 ans qui viendra compléter l’offre du mensuel de cinéma Studio Magazine (OJD diffusion payée : 95 462 ex.) que le groupe a racheté à la société Emap en 2004. [...] Roularta ambitionne par ce projet de rachat d’éditer les deux magazines en renforçant leur complémentarité ».
À l'occasion de son vingtième anniversaire, en 2007, Studio Magazine lance son site internet.
En janvier 2009, Studio Magazine s'arrête au bout de 254 numéros et fusionne avec Ciné Live pour donner naissance à Studio Ciné Live, vendu en janvier 2015 au groupe SFR Presse. Ce dernier s'en sépare en octobre 2017 au profit de LFF Médias, filiale de la holding Hildegarde, éditant notamment Première et Le Film français.
Ce rachat entraîne la disparition de Studio Ciné Live en décembre 2017, et l'équipe du magazine intègre la rédaction de Première. Le titre Studio est alors réutilisé pour un projet de magazine trimestriel haut-de-gamme emmenée par Thierry Chèze, dont le premier numéro paraît le 4 mai 2018 à 150 000 exemplaires et au prix de 7,90 euros. Un financement participatif est lancé dès le 1er mars, et se poursuit pour une durée de 35 jours. Mais la nouvelle version n'ayant pas trouvé son public, elle disparaît dès le deuxième numéro.